# Sachia Vickery
Sachia Vickery (Hollywood, Florida, 1995. május 11. –) amerikai hivatásos teniszezőnő.
2011 óta profi. Három egyéni és három páros ITF-torna győztese. 2018 óta tagja a Top 100-as WTA listának, legjobb helyezése a 73. hely, amelyre 2018. július 30-án került, párosban legjobbjaként a 225. helyen állt 2019. augusztus 12-én. A Grand Slam-tornákon a legjobb eredménye egyéniben a 2. kör, amelyig az Australian Openen, Wimbledonban és a US Openen is eljutott.
A 2018-as Auckland Open és 2018-as Monterrey Open tornán egyaránt elődöntős volt. USTA junior nemzeti bajnok.

## ITF döntői

### Egyéni: 9 (3–6)
| Díjazás              |
| -------------------- |
| $100,000 torna (0–0) |
| $80,000 torna (0–0)  |
| $60,000 torna (1–3)  |
| $25,000 torna (2–2)  |
| $10,000 torna (0–1)  |

| Borításonként |
| ------------- |
| Kemény (1–6)  |
| Salak (2–0)   |
| Fű (0–0)      |
| Szőnyeg (0–0) |

| Eredmény | Gy–V | Dátum            | Torna                                 | Borítás | Ellenfél            | Eredmény      |
| -------- | ---- | ---------------- | ------------------------------------- | ------- | ------------------- | ------------- |
| Döntős   | 0–1  | 2011. január 16. | Le Gosier, Guadeloupe                 | Kemény  | Gail Brodsky        | 3–6, 6–2, 2–6 |
| Győztes  | 1–1  | 2015. január 18. | Plantation, Florida, Egyesült Államok | Salak   | Samantha Crawford   | 6–3, 6–1      |
| Győztes  | 2–1  | 2015. február 1. | Surprise, Arizona, Egyesült Államok   | Salak   | Sara Sorribes Tormo | 6–2, 2–6, 6–3 |
| Döntős   | 2–2  | 2016. október 9. | Redding, Kalifornia, Egyesült Államok | Kemény  | Françoise Abanda    | 6–3, 4–6, 4–6 |
| Győztes  | 3–2  | 2017. október 1. | Templeton, Egyesült Államok           | Kemény  | Jamie Loeb          | 6–1, 6–2      |
| Döntős   | 3–3  | 2017. november   | Norman, Egyesült Államok              | Kemény  | Danielle Collins    | 6–1, 3–6, 4–6 |
| Döntős   | 3–4  | 2020. február 1. | Burnie, Ausztrália                    | Kemény  | Maddison Inglis     | 6–2, 3–6, 5–7 |
| Döntős   | 3–5  | 2022. május 29.  | Orlando, Egyesült Államok             | Kemény  | Robin Anderson      | 5–7, 4–6      |
| Döntős   | 3–6  | 2022. július 24. | Evansville, Egyesült Államok          | Kemény  | Ashlyn Krueger      | 3–6, 5–7      |

### Páros: 6 (3–3)
| Legend               |
| -------------------- |
| $100,000 torna (0–1) |
| $80,000 torna (0–0)  |
| $60,000 torna (0–1)  |
| $25,000 torna (1–1)  |
| $15,000 torna (0–0)  |

| Borításonként |
| ------------- |
| Kemény (2–2)  |
| Salak (1–1)   |
| Fű (0–0)      |
| Szőnyeg (0–0) |

| Eredmény | Gy–V | Dátum             | Torna                        | Borítás    | Partner           | Ellenfelek                         | Eredmény         |
| -------- | ---- | ----------------- | ---------------------------- | ---------- | ----------------- | ---------------------------------- | ---------------- |
| Győztes  | 1–0  | 2013. február 24. | Surprise, Arizona            | Kemény     | Samantha Crawford | Emily J. Harman Hszü Ji-fan        | 6–3, 3–6, [10–7] |
| Döntős   | 1–1  | 2014. március 23. | Innisbrook, Florida          | Salak      | Allie Kiick       | Gioia Barbieri Julia Cohen         | 6–7(5), 0–6      |
| Döntős   | 1–2  | 2014. július 20.  | Carson, Kalifornia           | Kemény     | Samantha Crawford | Michaëlla Krajicek Olivia Rogowska | 6–7(4), 1–6      |
| Döntős   | 1–3  | 2015. február 8.  | Midland, Michigan            | Kemény (f) | Jacqueline Cako   | Julie Coin Emily Webley-Smith      | 6–4, 6–7, [9–11] |
| Győztes  | 2–3  | 2019. július 21.  | Berkeley, Egyesült Államok   | Kemény     | Madison Brengle   | Francesca Di Lorenzo Katie Swan    | 6–3, 7–5         |
| Győztes  | 3–3  | 2022. július 3.   | Charleston, Egyesült Államok | Saak       | Alycia Parks      | Babos Tímea Marcela Zacarías       | 6–4, 5–7, [10–5] |

## Eredményei Grand Slam-tornákon

### Egyéni
| Grand Slam | Australian Open | Australian Open  | Roland Garros  | Roland Garros        | Wimbledon      | Wimbledon       | US Open        | US Open          |
| Év         | Eredmény        | Utolsó ellenfél  | Eredmény       | Utolsó ellenfél      | Eredmény       | Utolsó ellenfél | Eredmény       | Utolsó ellenfél  |
| 2013       | –               | –                | –              | –                    | –              | –               | 2. kör         | Julia Glushko    |
| 2014       | 1. kör          | Lauren Davis     | Selejtező (Q1) | Selejtező (Q1)       | Selejtező (Q1) | Selejtező (Q1)  | Selejtező (Q1) | Selejtező (Q1)   |
| 2015       | –               | –                | Selejtező (Q1) | Selejtező (Q1)       | 1. kör         | J Makarova      | 1. kör         | Shelby Rogers    |
| 2016       | Selejtező (Q3)  | Selejtező (Q3)   | 1. kör         | Anastasija Sevastova | Selejtező (Q1) | Selejtező (Q1)  | Selejtező (Q1) | Selejtező (Q1)   |
| 2017       | Selejtező (Q1)  | Selejtező (Q1)   | Selejtező (Q1) | Selejtező (Q1)       | Selejtező (Q2) | Selejtező (Q2)  | 2. kör         | Sofia Kenin      |
| 2018       | Selejtező (Q1)  | Selejtező (Q1)   | 1. kör         | Madison Keys         | 2. kör         | Elise Mertens   | 1. kör         | Elina Szvitolina |
| 2019       | 2. kör          | Danielle Collins | Selejtező (Q2) | Selejtező (Q2)       | Selejtező (Q1) | Selejtező (Q1)  | Selejtező (Q2) | Selejtező (Q2)   |
| 2020       | Selejtező (Q3)  | Selejtező (Q3)   | Selejtező (Q1) | Selejtező (Q1)       | elmaradt       | elmaradt        | 2. kör         | Iga Świątek      |
| 2021       | Selejtező (Q2)  | Selejtező (Q2)   | Selejtező (Q1) | Selejtező (Q1)       | Selejtező (Q2) | Selejtező (Q2)  | Selejtező (Q2) | Selejtező (Q2)   |
| 2022       | Selejtező (Q1)  | Selejtező (Q1)   | Selejtező (Q1) | Selejtező (Q1)       | Selejtező (Q2) | Selejtező (Q2)  | Selejtező (Q3) | Selejtező (Q3)   |
| 2023       | Selejtező (Q3)  | Selejtező (Q3)   | Selejtező (Q2) | Selejtező (Q2)       | Selejtező (Q1) | Selejtező (Q1)  | 2. kör         | Greet Minnen     |
| 2024       | Selejtező (Q1)  | Selejtező (Q1)   | 1. kör         | Unsz Dzsábir         | Selejtező (Q2) | Selejtező (Q2)  | Selejtező (Q1) | Selejtező (Q1)   |
| 2025       | Selejtező (Q3)  | Selejtező (Q3)   |                |                      |                |                 |                |                  |

## Év végi világranglista-helyezései
| Év     | 2011 | 2012 | 2013 | 2014 | 2015 | 2016  | 2017 | 2018 | 2019 | 2020 | 2021 | 2022 | 2023  |
| Egyéni | 420. | 389. | 190. | 195. | 130. | 139.  | 116. | 96.  | 158. | 158. | 220. | 190. | 147.  |
| Páros  | 773. | 745. | 396. | 379. | 380. | 1246. | 337. | 363. | 253. | 274. | 565. | 320. | 1158. |